# 贝斯万
贝斯万（Beswan），是印度北方邦Aligarh县的一个城镇。总人口5459（2001年）。

## 人口
该地2001年总人口5459人，其中男性2894人，女性2565人；0—6岁人口1085人，其中男557人，女528人；识字率52.48%，其中男性为64.65%，女性为38.75%。